# Vyrý
Vyrý (ucraniano: Вири́) es un municipio rural y pueblo de Ucrania, perteneciente al raión de Sarny en la óblast de Rivne.
En 2020, el municipio tenía una población de 12 828 habitantes, de los cuales unos dos mil vivían en la capital municipal homónima y el resto repartidos en diez pedanías. El municipio se fundó en 2020 mediante la fusión de los hasta entonces consejos rurales de Vyrý, Chúdel, Kamyané-Sluchanske y Sélyshche. Además de estos cuatro pueblos, el municipio incluye otros siete: Hranitne, Dubniaký, Zarivya, Oleksíyivka, Fédorivka, Chábel y Yasnohirka.
Se conoce la existencia del pueblo en documentos desde 1512. En el Imperio ruso fue sede de una vólost, en el uyezd de Rovno de la gobernación de Volinia. Durante la Segunda República Polaca, su economía se desarrolló en torno a canteras de granito, aunque con medios técnicos limitados, lo que impidió crear aquí un poblado minero importante. En 1946, la RSS de Ucrania estableció aquí la sede de un koljós. Antes de la fundación del actual municipio en 2020, Vyrý era sede de un consejo rural que únicamente incluía como pedanías a Hranitne, Oleksíyivka y Fédorivka.
El pueblo se ubica en la periferia meridional de Klésiv, sobre la carretera T1811 que lleva a Berezne.